# Anne Bourchier
Anne Bourchier, död 1571, var en engelsk adelskvinna.
Hon var enda barn och arvtagare till den siste medlemmen av familjen Bourchier, Henry Bourchier, 2:e earl av Essex, och hovdamen Mary Say, och härstammade på sin fars sida från kungadynastin Plantagenet. Hon gifte sig vid tio års ålder 1527 med William Parr, 1:e markis av Northampton. 
År 1541 rymde hon från maken med sin älskare, munken John Lyngfield och "sade öppet att hon skulle leva som hon själv behagade"; hon fick därefter ett barn med sin älskare. Det var en av tidens stora skandaler. Hennes make inledde vid samma tid ett förhållande med Dorothy Bray. År 1543 gifte sig kung Henrik VIII med hennes svägerska Catherine Parr, och drottningen använde sitt inflytande för att hjälpa sin bror att formellt förskjuta Anne Bourchier. Tidens lag gjorde att hennes make i egenskap av sitt kön fick behålla hela hennes förmögenhet, och han gav henne bara ett underhåll från det. 
Anne Bourchier levde sedan i flera år med sin älskare och fick fler barn med honom. Hon hade dock svåra ekonomiska problem och ska ha levt i ren fattigdom. Det noteras att hon i juni 1547 var bosatt hos änkedrottning Catherine Parr på Sudeley Castle, vilket räddade henne, som utpekad äktenskapsbryterska, från ett betydligt värre öde som annars drabbade kvinnor i hennes situation. 
År 1552 förklarades hennes äktenskap formellt upplöst. År 1553 besteg Maria I av England tronen. Anne Bourchiers äktenskap förklarades legalt igen på grund av den nya regentens katolska lagar. Hon använde det till sin fördel genom att utverka ett generöst underhåll. Under Marias regeringstid umgicks hon ofta vid hovet. Efter Elisabets tronbestigning 1558 levde hon tillbakadraget på sin herrgård Benington Park.